# Lokalplan
Lokalplan er betegnelsen på en type plan, som kommunalbestyrelser udarbejder for anvendelsen af et område.
I en lokalplan kan – og i nogle tilfælde skal – en kommunalbestyrelse fastsætte bindende bestemmelser for et (bestemt afgrænset) område.

## Lokalplaners emner
- anvendelse
- udstykning
- veje, stier og parkering
- bebyggelsens placering, udformning og materialer
- bevaring af bygninger og landskabstræk
- sikring af friarealer
- fællesanlæg

Den fuldstændige liste over, hvilke emner en lokalplan kan omfatte, står i Planlovens § 15 stk. 2 nr. 1) til 19).

## Udarbejdelse af lokalplaner
Der er ikke i planloven nogen fast regel for, hvornår lokalplaner skal udarbejdes. Det helt afgørende er, om en ønsket ny aktivitet er en større ændring i forhold til de eksisterende lovlige forhold på stedet. En kommunalbestyrelse kan til enhver tid vedtage at gennemføre en lokalplan for et givet område. Områdets størrelse kan variere fra en meget lille del af en ejendom til – i princippet (men ikke praktisk gennemførligt) – hele kommunen.

### Borgerinddragelse
Blandt formålene med at udarbejde lokalplaner er, at offentligheden i videst muligt omfang skal inddrages i arbejdet med den detaljerede udformning af vores omgivelser. Lokalplaner indeholder – med grundlag i kommuneplanen og andre planer – detaljerede bestemmelser for eksempel om, hvordan et område må benyttes eller et projekt konkret skal udføres. En lokalplan koster en hel del at udarbejde og tager normalt omkring et halvt år at gennemføre – vel at mærke fra det tidspunkt man ved, hvad indholdet i det væsentlige skal være. Derfor udarbejdes lokalplaner som regel kun, når det er nødvendigt; det der populært kaldes lokalplanpligt.

### Kun kommunalbestyrelser
Det er kun kommunalbestyrelser (byråd), der kan gennemføre lokalplaner. Hvis et lokalplanpligtigt ønske er i overensstemmelse med kommuneplanen, skal udarbejdelsen af lokalplanen fremmes mest muligt. I den slags tilfælde kan kommunalbestyrelsen dog forlange at udstykkeren eller bygherren yder kommunen bistand til at udarbejde planen (Planlovens § 13 stk. 2-3). Bistanden vil typisk bestå i hel eller delvis betaling af honorar til et konsulentfirma.

## Lokalplaners retsvirkninger

### Ingen handlepligt
Lokalplaners bindende virkning på ejerens dispositionsret er af "hvis-så"-typen. Det vil sige, at ejeren er ikke forpligtet til at ændre eksisterende lovlige forhold. Men hvis han/hun ændrer på noget, så må det ikke ske i strid med planen.

### Retsvirkninger
Retsvirkninger af lokalplaner kan lidt mere detaljeret beskrives sådan:
Efter at kommunalbestyrelsen har vedtaget en lokalplan endeligt og offentliggjort den, må de ejendomme der er omfattet af planen ifølge § 18 i lov om planlægning kun udstykkes, bebygges og anvendes i overensstemmelse med planens bestemmelser.
Den eksisterende lovlige anvendelse af ejendomme i området kan fortsætte som hidtil. En lokalplan medfører ikke i sig selv krav om, at de anlæg med videre, der er indeholdt i planen, skal etableres (ingen „handlepligt“). Kommunalbestyrelsen kan meddele dispensation til mindre væsentlige afvigelser fra lokalplanens bestemmelser under forudsætning af, at disse ikke ændrer den karakter af det område, lokalplanen tilstræber. Mere væsentlige afvigelser kan kun gennemføres ved at tilvejebringe en ny lokalplan. Eventuelle private byggeservitutter og andre tilstandsservitutter, der er uforenelige med lokalplanen, fortrænges af denne.

## Historie
Lokalplaner blev introduceret den 1. februar 1977, da Kommuneplanloven (1975) trådte i kraft. Lokalplanernes forgængere før 1977 var især (partielle) byplanvedtægter, udarbejdet efter de tidligere byplanlove. Desuden kunne og kan fredningskendelser indeholde bindende bestemmelser for ejendomme. Tidligere blev en del af den slags bestemmelser som nu står i lokalplaner, håndhævet ved hjælp af private deklarationer (servitutter). Der bliver udarbejdet cirka 1000 lokalplaner om året i Danmark.